# Кладбище-мавзолей советских воинов в Варшаве
Кладбище-мавзолей советских воинов в Варшаве (польск. Cmentarz Mauzoleum Żołnierzy Radzieckich) — мемориальный комплекс в Варшаве, на котором похоронены 21 468 воинов Красной Армии, погибших в 1944—1945 годах при освобождении города от немецкой оккупации в ходе Варшавско-Познанской операции.
Открыт в 1950 году. Площадь 19,2 га. Установлен 38-метровый обелиск.
Находится по адресу: ул. Жвирки и Вигуры, 10, в районе Мокотув, по дороге из центра в аэропорт им. Фредерика Шопена.
Самое большое захоронение красноармейцев в Польше наряду с захоронениями в Бялобжегах, Пултуске и Миньске-Мазовецком. (Всего во время Второй мировой войны на территории Польши погибло более 600 тыс. советских солдат).
Кладбище убирается за счет городских властей раз в два месяца.  В 2017 году проводилась реконструкция одного из трех крупнейших кварталов кладбища.
17 января 2002, в день годовщины освобождения Варшавы от фашистских захватчиков (17 января 1945), президенты России и Польши Владимир Путин и Александр Квасьневский возложили на кладбище венки.
В январе 2007 появилось сообщение о том, что готовится указ президента России о создании в Польше и ряде других стран специальных представительств, которые будут следить за поддержанием порядка на местах захоронения советских воинов.
1 августа 2016 года Центральным банком России была выпущена пятирублёвая монета из серии «Города—столицы государств, освобожденные советскими войсками от немецко-фашистских захватчиков», посвящённая Варшаве, на реверсе которой изображён мемориальный комплекс «Кладбище-мавзолей советских воинов» в Варшаве. Количество экземпляров — два миллиона.
20 марта 2017 года кладбище было осквернено неизвестными, что вызвало осуждение ряда ведущих политиков и министерств Польши.
По состоянию на сентябрь 2017 года кладбище-мавзолей находилось в ухоженном состоянии.

## Галерея

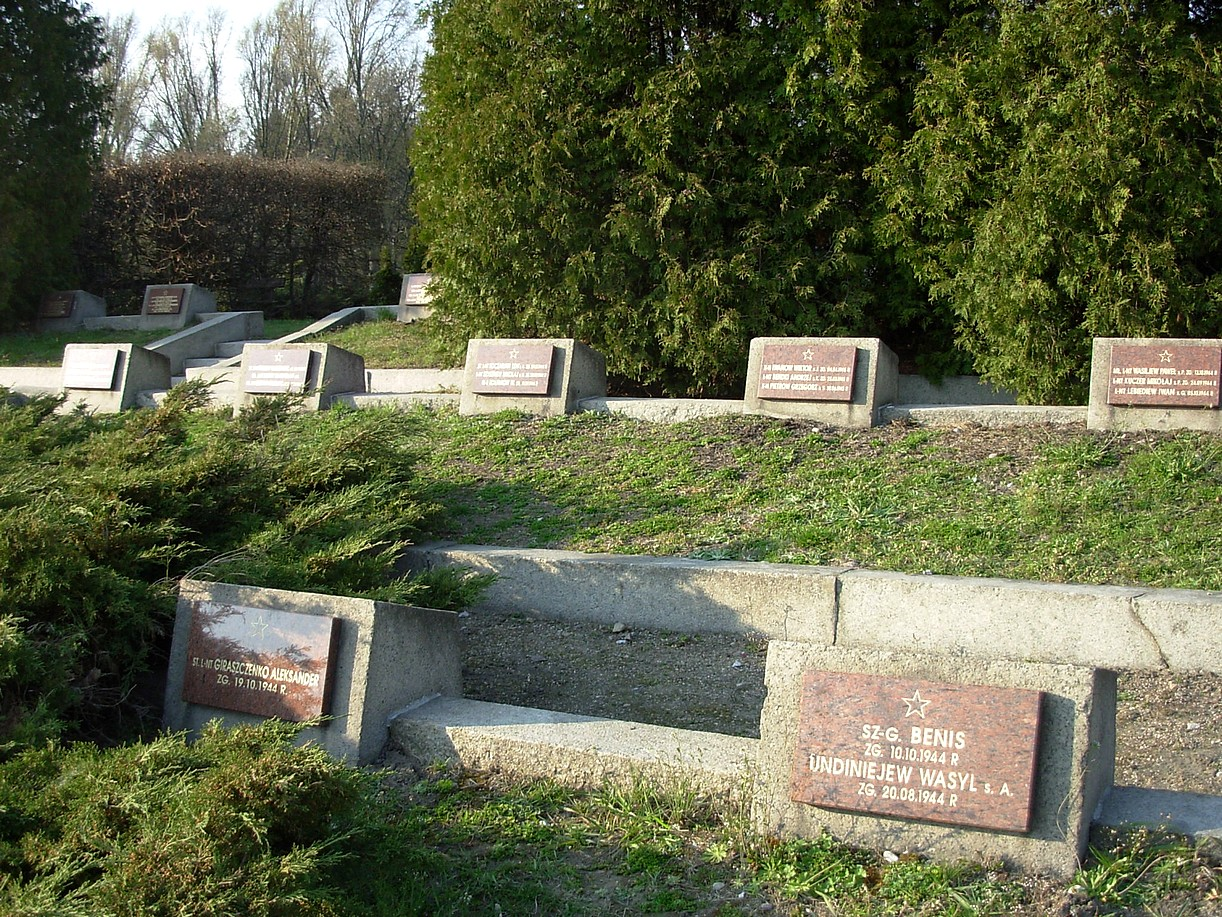
Индивидуальные захоронения
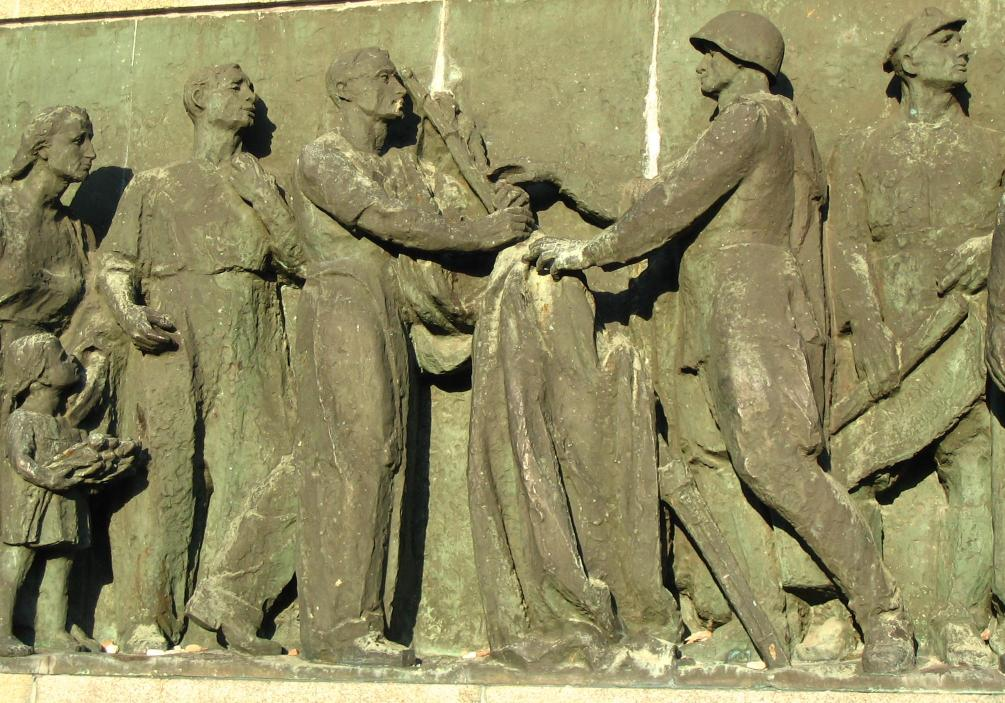
Барельеф
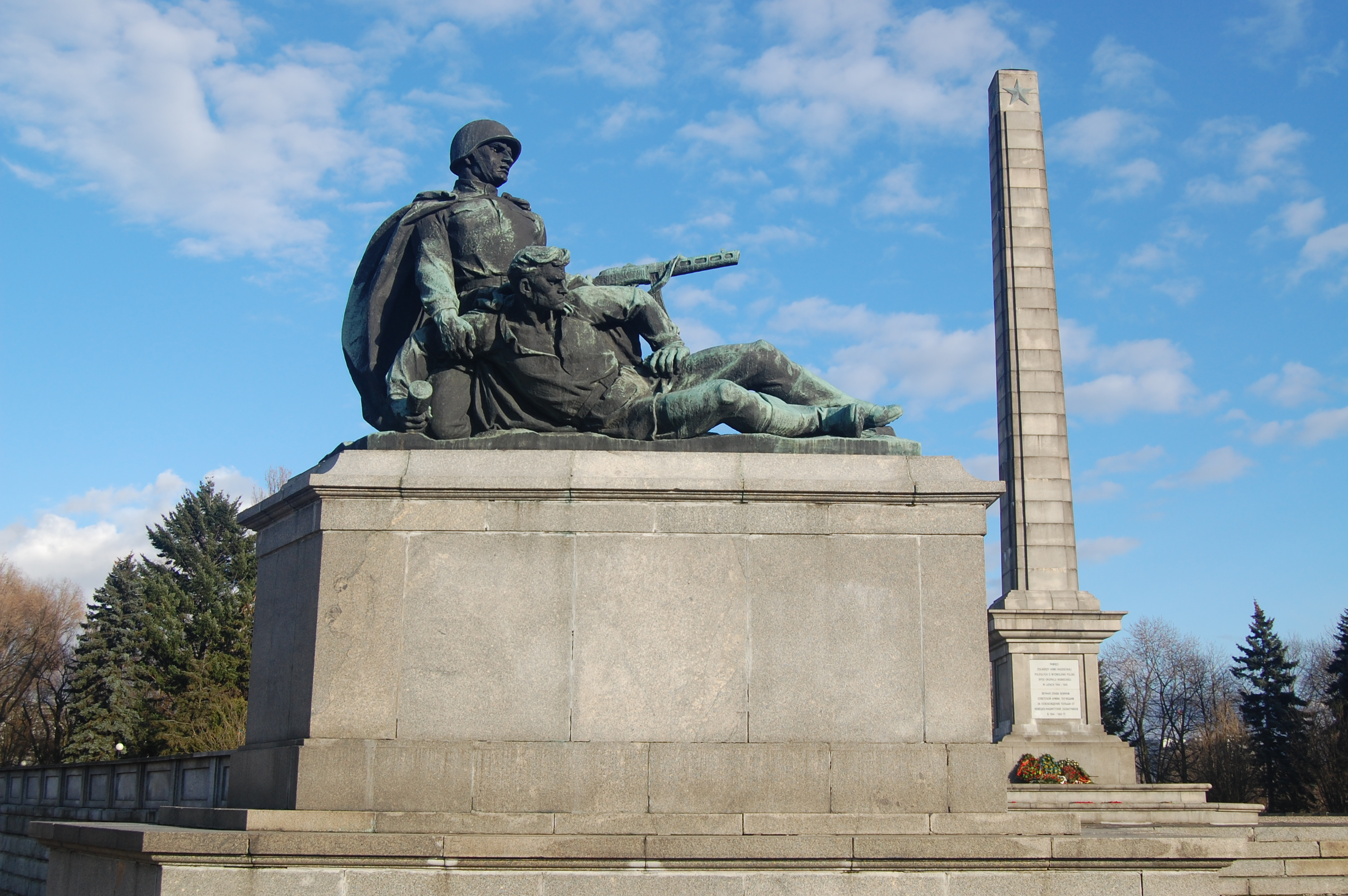
Скульптурная группа
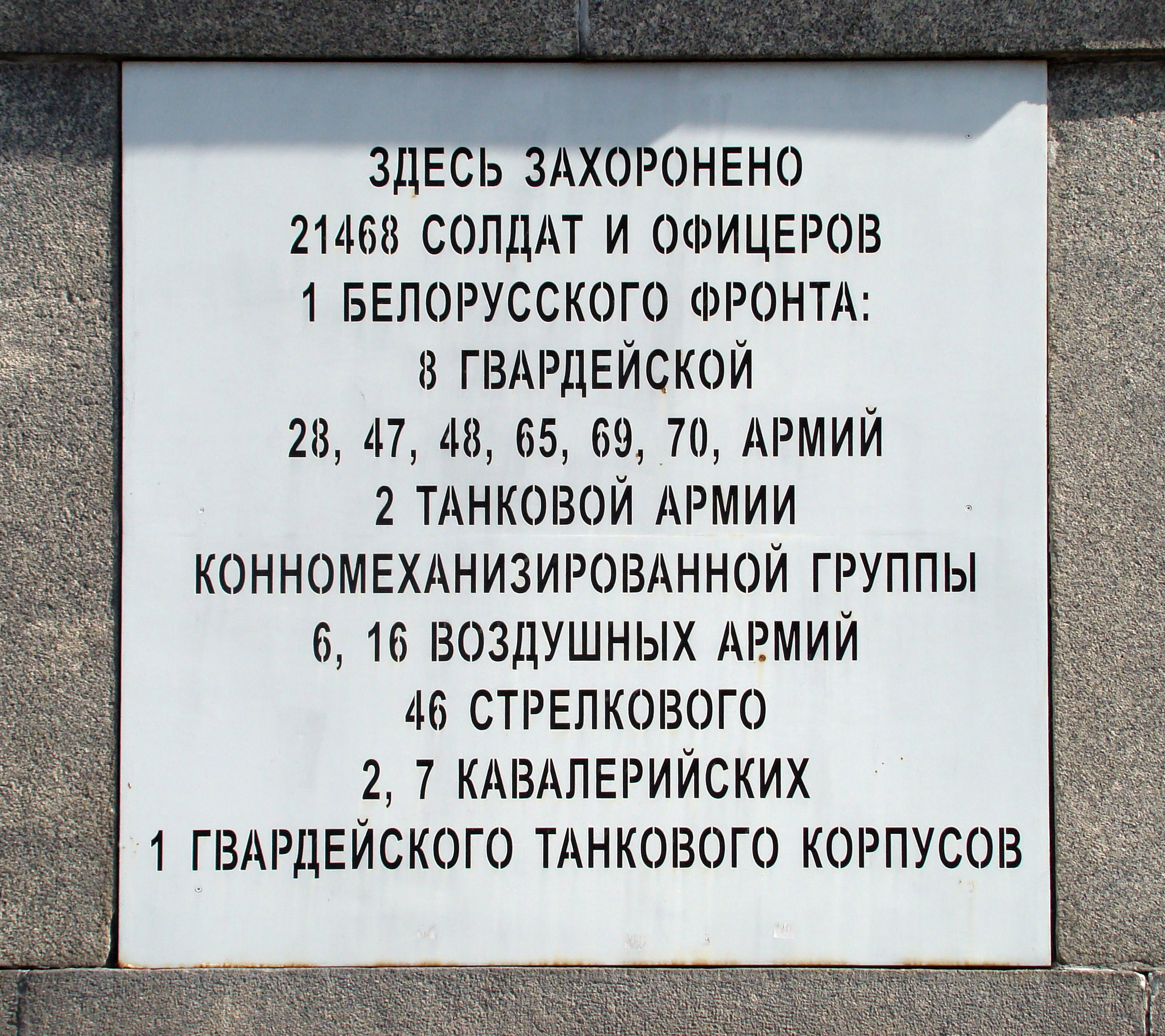
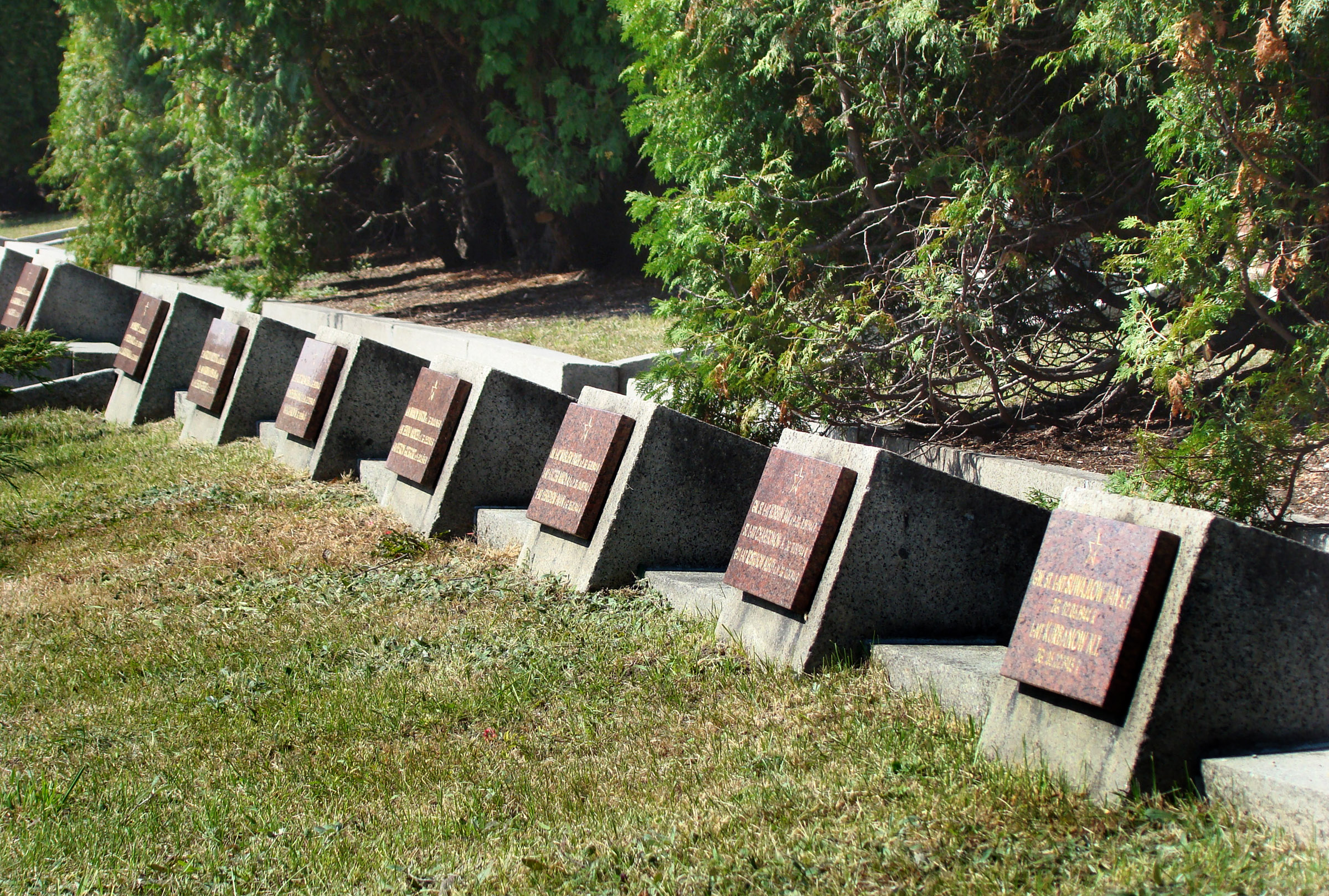
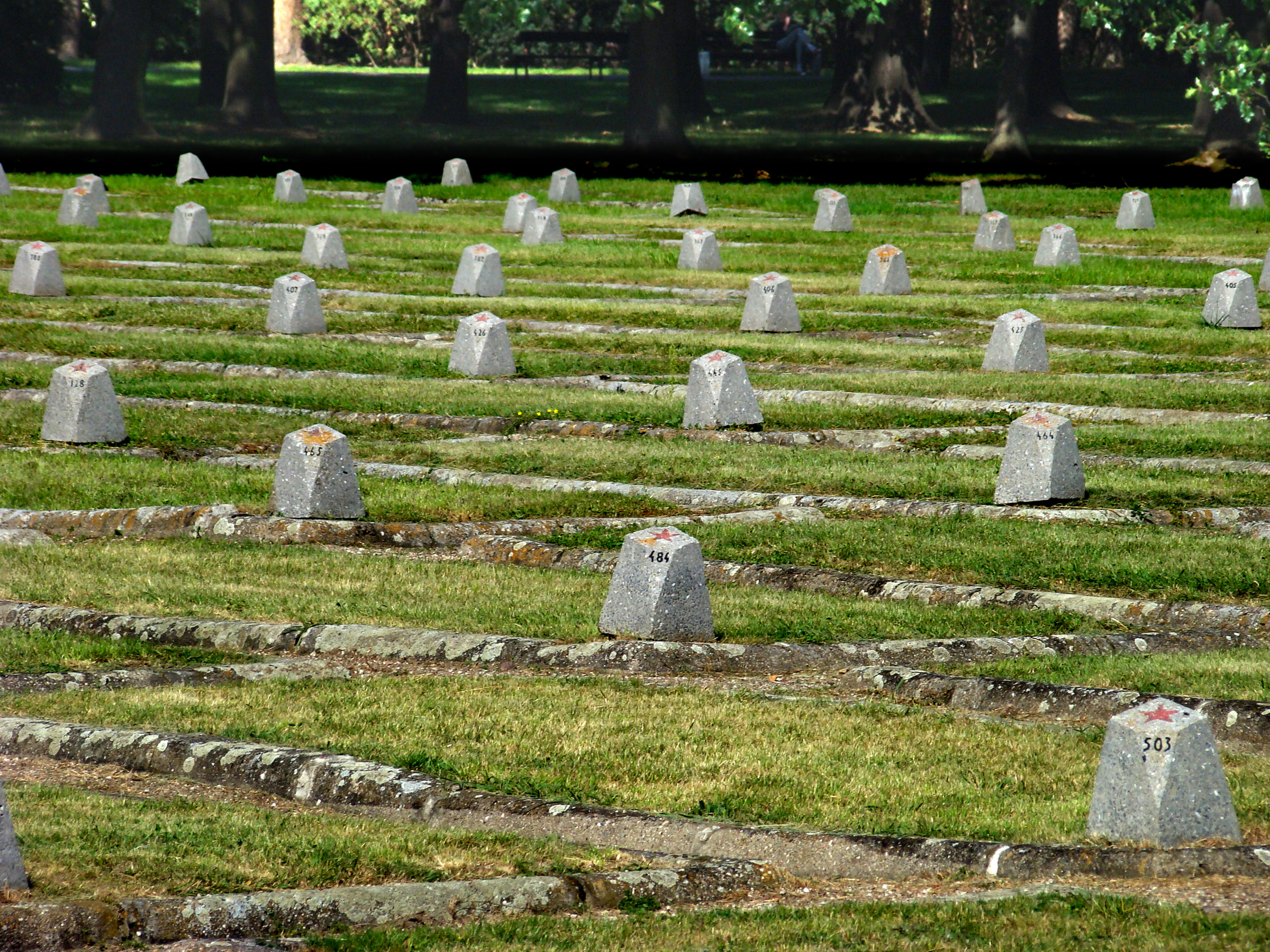
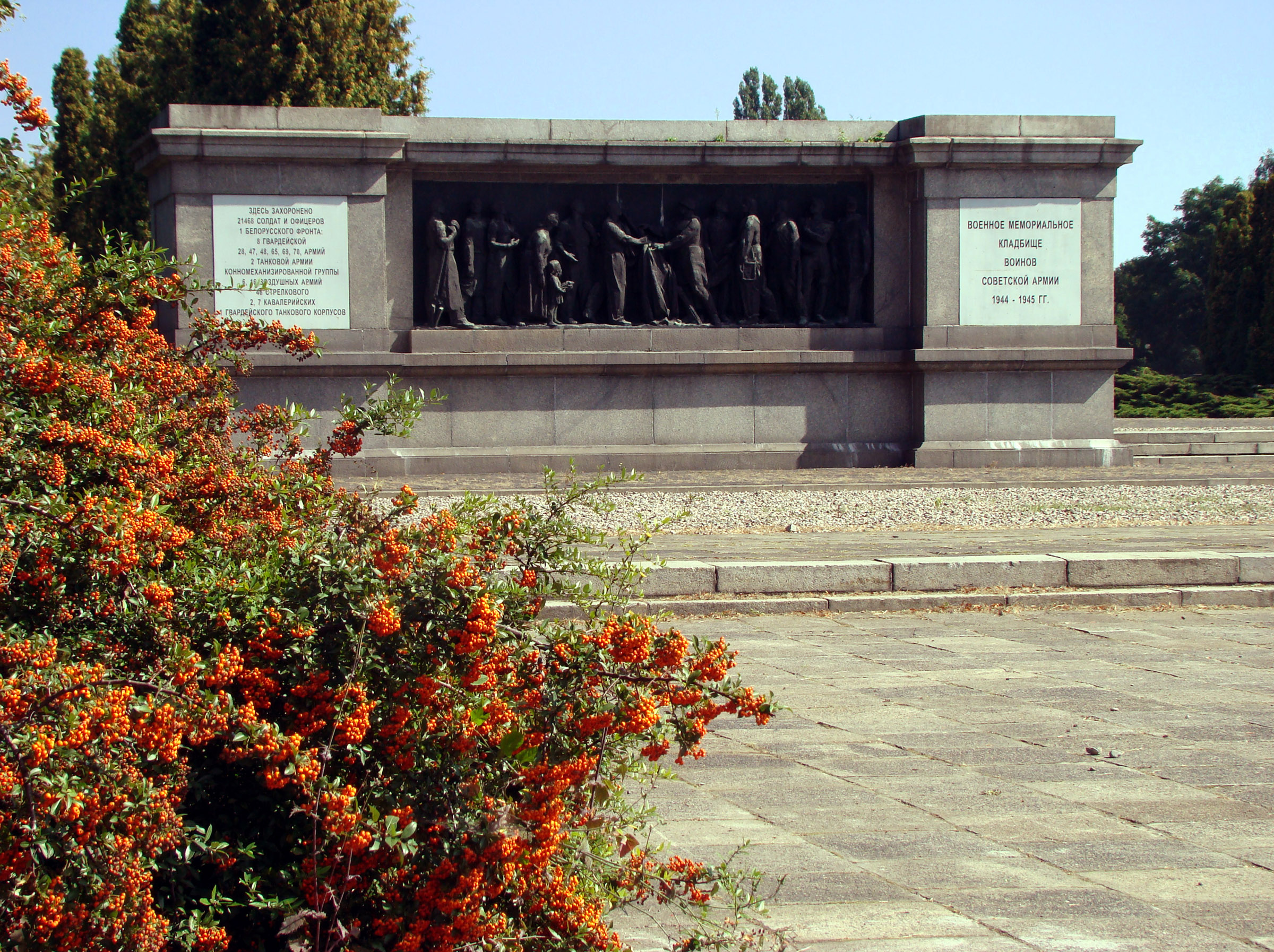
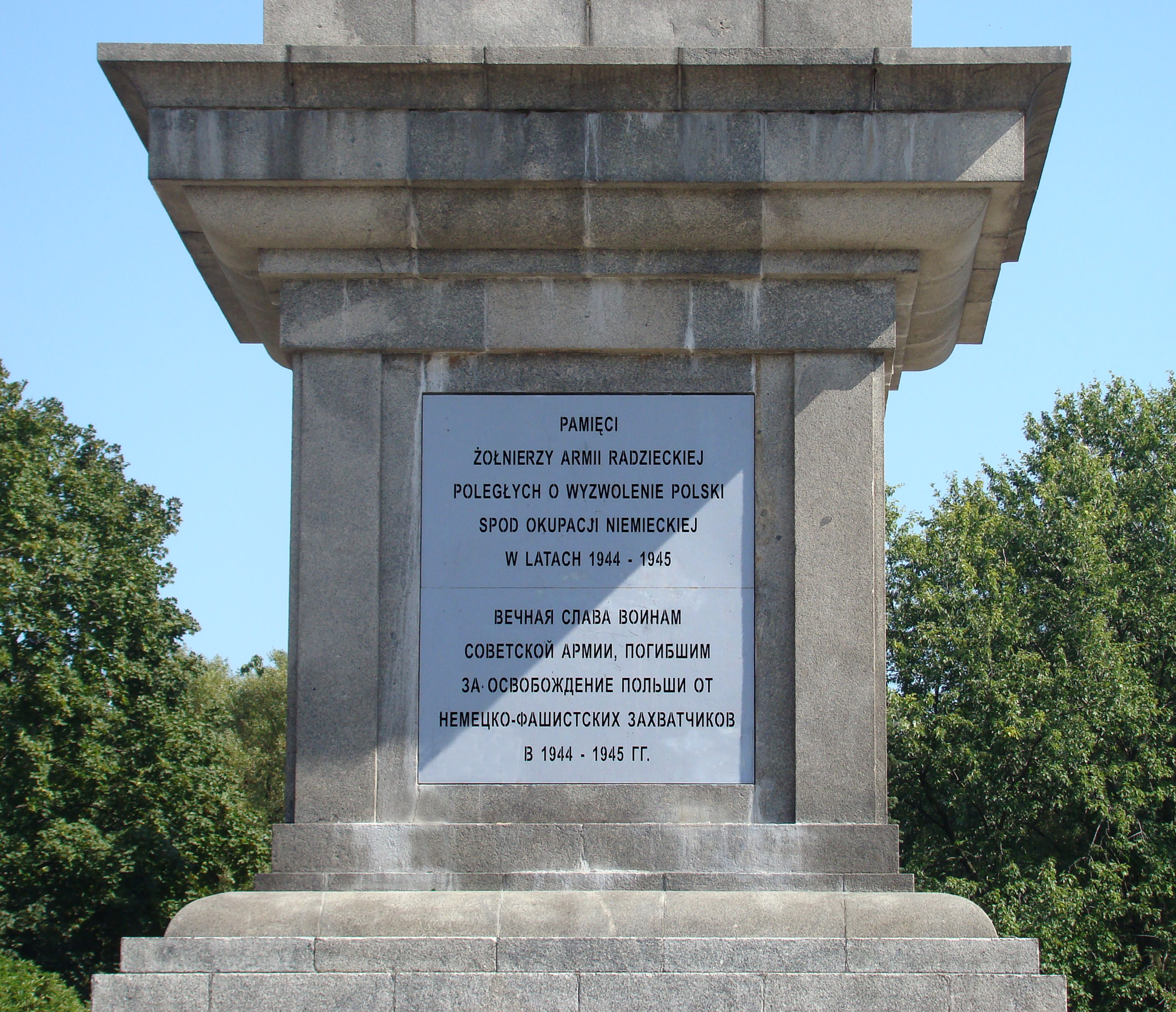
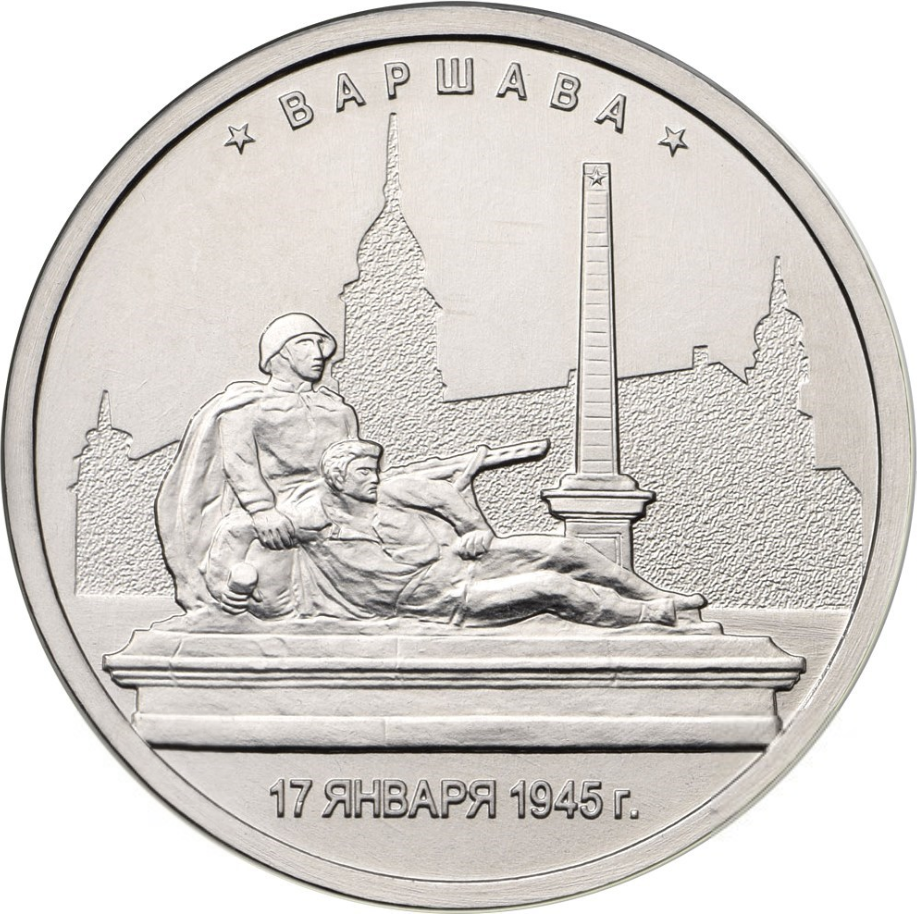
Монета Банка России 2016 года.